# Trouble dissociatif lié au sommeil
Le trouble dissociatif lié au sommeil est un trouble du sommeil rare, compris dans les parasomnies impliquant des phénomènes psychopathologiques.

## Trouble dissociatif
Un trouble dissociatif consiste en la perturbation de fonctions normalement intégrées. La dissociation psychique est retrouvée dans les troubles psychotiques tels la schizophrénie et en constitue l'un des trois piliers des manifestations cliniques. Les états dissociatifs sont également apparentés à ce que l'on pouvait appeler autrefois l'hystérie.
Le DSM-IV dénombre quatre grands types de troubles dissociatifs :
- le trouble dissociatif de l'identité (anciennement dénommé trouble de personnalités multiples) ;
- l'amnésie dissociative, qui consiste en une impossibilité par le patient à se remémorer certains souvenirs, notamment traumatiques ; en l'absence de trouble mnésique ;
- les fugues dissociatives (ou voyage pathologique) ;
- le trouble de dépersonnalisation.

## Le trouble dissociatif lié au sommeil

### Diagnostic

#### Prédisposition
La grande majorité des sujets concernés par des troubles ont un vécu traumatique, plus particulièrement concernant des abus sexuels.
L'immense majorité des personnes souffrant de cette parasomnie souffrent ou ont déjà souffert d'un trouble psychiatrique.

#### Aspects cliniques
Il consiste en des épisodes de trouble du comportement nocturnes, correspondant à des états dissociatifs (Cf infra) bien catégorisés, ou moins.
Les manifestations cliniques sont diverses :
- déambulations nocturnes, fugues nocturnes ;
- cris, gémissements, hurlements ;
- comportements hétéro et auto-agressifs, pouvant aller jusqu'au geste suicidaire ;
- comportements sexuels inadaptés ;
- comportements d'alimentation inadaptés, etc.

Chez beaucoup de sujets, les comportements nocturnes peuvent être la mise en acte d'un événement traumatique.
Un épisode peut durer de quelques secondes à plusieurs dizaines de minutes, et se répéter plusieurs fois par nuit. Il survient soit peu après l'endormissement, soit peu après un réveil nocturne. Des épisodes similaires peuvent également survenir durant la journée chez ces mêmes sujets.
Il existe toujours, soit une amnésie de l'épisode au réveil, soit une remémoration des événements nocturnes sous la forme d'un rappel de rêve (l'impression d'avoir fait un cauchemar).

#### Examens complémentaires
La polysomnographie est indispensable au diagnostic, elle permet d'éliminer les diagnostics différentiels que sont :
- les parasomnies du sommeil lent profond (somnambulisme, terreur nocturne, éveil confusionnel) ;
- les troubles du comportement en sommeil paradoxal ;
- les formes complexes d'épilepsie nocturne.

En effet l'enregistrement nocturne retrouve un tracé électro-encéphalo-graphique de veille, ce qui n'est pas le cas des autres parasomnies.

### Traitement
La prise en charge n'est pas codifiée, elle nécessite une intervention pluri-disciplinaire, notamment sur le plan psychiatrique.